# Jean-Claude Hollerich
Jean-Claude Hollerich S.J. (Differdange, 9 de agosto de 1958) é um cardeal luxemburguês da Igreja Católica, que atua como arcebispo do Luxemburgo desde 2011. É o primeiro luxemburguês criado cardeal. É o atual presidente da Comissão das Conferências Episcopais da União Europeia (COMECE) desde março de 2018.

## Vida
Hollerich nasceu em 9 de agosto de 1958 em Differdange. Ele cresceu em Vianden, frequentou a École Apostolique de Clairefontaine e o Lycée Classique em Diekirch. De 1978 a 1981, estudou Teologia e Filosofia Católica na Pontifícia Universidade Gregoriana, em Roma. Em 27 de setembro de 1981, ele se juntou aos jesuítas. Depois de um noviciado em Namur, de 1981 a 1983, ele fez um trabalho pastoral de 1983 a 1985 no Luxemburgo. De 1985 a 1989, Höllerich estudou língua e cultura japonesas, além de teologia na Universidade Sofia, em Tóquio até 1989. Obteve uma licenciatura em teologia em 1990 pela Escola de Filosofia e Teologia de Sankt Georgen Graduat, em Frankfurt am Main.
Em 21 de abril de 1990, ele foi ordenado sacerdote em Bruxelas. De 1990 a 1994, licenciou-se em língua e literatura alemã na Universidade Ludwig Maximilian de Munique. Até 2001, ele era doutorando no Centro de Estudos Europeus de Integração em Bonn. Em 18 de outubro de 2002, Höllerich fez seus votos perpétuos na igreja de Santo Inácio em Tóquio. Ele é membro da província jesuíta japonesa e foi professor de estudos alemães, franceses e europeus (1994-2011) e vice-reitor de Assuntos Gerais e Estudantis da Universidade Sofia, em Tóquio.
O Papa Bento XVI nomeou-o arcebispo do Luxemburgo em 12 de julho de 2011. Ele recebeu sua consagração episcopal em 16 de outubro de 2011 na catedral de Luxemburgo por seu antecessor Fernand Franck; os co-consagradores foram o arcebispo de Colônia, o cardeal Joachim Meisner e o arcebispo de Tóquio, Peter Takeo Okada. Ele é o oitavo bispo e terceiro arcebispo de Luxemburgo.
Hollerich presidiu o casamento de Guilherme, Grão-Duque Herdeiro de Luxemburgo e da Condessa Stéphanie de Lannoy na Catedral de Notre-Dame de Luxemburgo, em 20 de outubro de 2012.
Ele ocupou cargos de liderança em várias associações europeias. Ele foi presidente da Conferência das Comissões Europeias de Justiça e Paz de 2014 a 2018 e tornou-se presidente da Comissão para a Juventude da Europa para o Conselho das Conferências Episcopais em setembro de 2017. Em março de 2018, ele foi eleito para um mandato de cinco anos como presidente da Comissão das Conferências Episcopais da União Europeia (COMECE). O Papa Francisco o nomeou para participar do Sínodo dos Bispos de 2018 sobre Juventude, Fé e discernimento vocacional.
Desde 1994, Hollerich é membro da fraternidade estudantil católica, AV Edo-Rhenania zu Tokio e AV Rheinstein Köln.
Em 1 de setembro de 2019, o Papa Francisco anunciou que o faria cardeal em 5 de outubro de 2019. No Consistório Ordinário Público de 2019, realizado em 5 de outubro, recebeu o barrete cardinalício e o titulus de Cardeal-presbítero de São João Crisóstomo no Monte Sacro Alto, tomando posse de sua Igreja titular em 16 de fevereiro de 2020.
Em 21 de fevereiro desse mesmo ano, foi nomeado pelo Papa Francisco como membro do Pontifício Conselho para a Cultura.
Ele é considerado um forte defensor progressista e confiável do Papa Francisco entre os bispos europeus. Entre outras coisas, ele assumiu posições fortes em favor do empoderamento dos leigos e escreveu um artigo memorável no jornal editado pelos jesuítas Civiltà Cattolica, que se opunha ao nacionalismo populista.
Em 29 de setembro de 2021, foi nomeado como membro da Congregação para a Educação Católica.